# Synthèse d'indole de Fukuyama
La synthèse d'indole de Fukuyama  est une série de réactions organiques à partir d'un alkénylthioanilide pour donner des indoles 2,3-disubstitués. Très souvent, le tributylétain est utilisé comme agent réducteur, avec l'AIBN comme amorceur radicalaire.
Étant l'une des méthodes les plus simples pour synthétiser les indoles polysubstitués, cette synthèse a été utilisée pour la synthèse totale de nombreux produits naturels, notamment l'aspidophytine, la vinblastine et la strychnine.